# Rieux (Oise)
Pour les articles homonymes, voir Rieux.
Rieux est une commune française située dans le département de l'Oise en région Hauts-de-France. Ses habitants sont appelés les Rioliens et les Rioliennes.

## Géographie

### Localisation

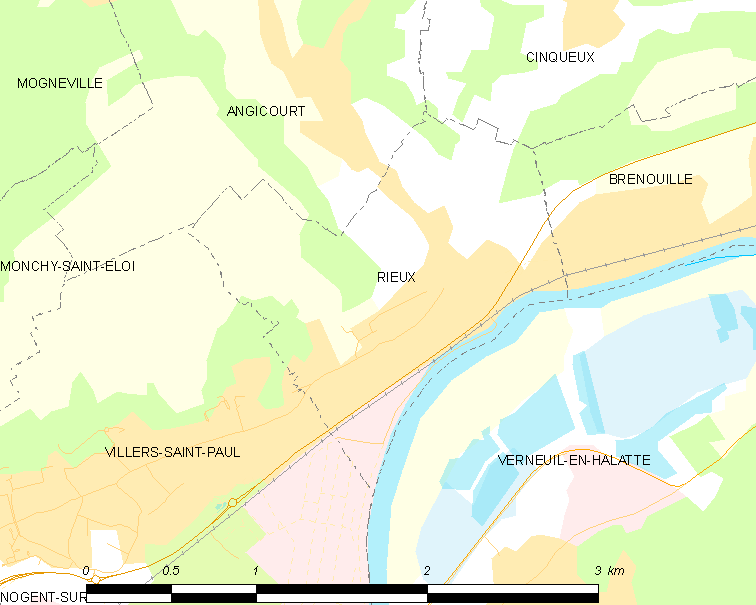
Communes limitrophes.

À vol d'oiseau, la commune se situe à 68 kilomètres au sud d'Amiens, à 35 kilomètres à l'est de Beauvais, à 26 kilomètres au sud-ouest de Compiègne et à 50 kilomètres au nord de Paris. Le territoire s'étend sur 234 hectares, et Rieux est la dixième commune la moins étendue parmi les 694 communes de l'Oise. L'Oise forme la limite méridionale de la commune.

### Communes limitrophes
| Angicourt          |                     | Cinqueux   |
|                    | Rieux (Oise)        | Brenouille |
| Villers-Saint-Paul | Verneuil-en-Halatte |            |

### Topographie et géologie
La commune est située entre la rivière de l'Oise et les coteaux qui dominent la vallée de la Brêche. Le territoire occupe l'angle sud-est du massif de Liancourt, la partie méridionale du Mont Moymont et l'extrémité sud-ouest de la montagne de Rocq. Le village est situé dans le vallon du Rhony. Le terroir s'étend entre 27 mètres au bord de l'Oise et 109 mètres au-dessus du niveau de la mer au sommet des coteaux de la montagne de Liancourt. Le confluent entre l'Oise et le Rhony se situe à 27,50 mètres d'altitude, 35 mètres au carrefour des rues Joseph Havy et Jean Mauguet, 38 mètres au hameau de Cafosse, 68 mètres à l'arrivée de la route départementale 75 en venant de Cinqueux, 105 mètres à la limite du territoire sur la montagne de Rocq et 106 mètres d'altitude à la limite communale sur le plateau de Liancourt.
L'escarpement de la cavée de Rieux, à l'extrémité méridionale du plateau, offre la même série de roches, avec une plus grande puissance pour le calcaire grossier. Il y a plusieurs bancs de pierre exploitable, ensuite de la roche glauconieuse à nummulites, du sable verdâtre à nummulites et anomies, du sable à couleurs variées, et dans le bas du sable rubanné, grossier, mêlé de mica. La surface du plateau est en calcaire grossier qui augmente d'épaisseur en allant du nord au sud. La roche est recouverte de diluvium rougeâtre peu consistant. Il y a beaucoup de grès quartzeux à écorce rougeâtre épars en moellons, entre le village et Monchy-Saint-Éloi. Les collines de Moymont et de Rocq présentent un ensemble et une disposition de couches conformes en tout à celles du plateau de Liancourt, ce qui est une preuve de leur origine commune. Il a été découvert dans le sol de la vallée du Rhony par un archéologue des fossiles d'huîtres. Les effondrements de terrain sont potentiels. La commune se situe en zone de sismicité 1.

### Hydrographie

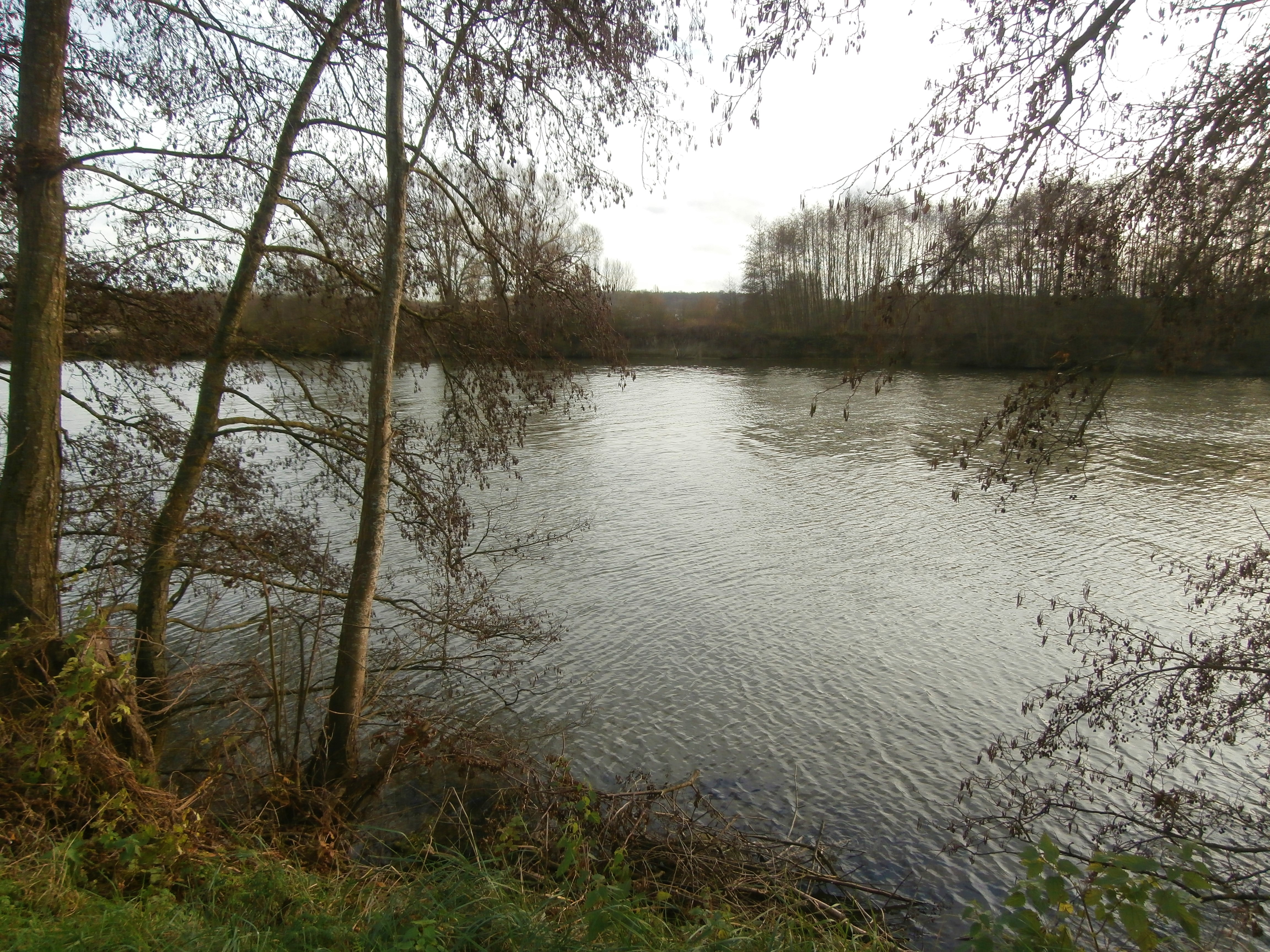
L'Oise depuis le chemin de halage à Rieux.

Rieux se situe sur la rive droite de l'Oise, rivière prenant sa source à Chimay en Belgique et se jetant dans la Seine à Conflans-Sainte-Honorine. Elle sépare la commune de Verneuil-en-Halatte. Il fut autrefois prévu l'établissement d'un pont entre ces deux communes. Un autre projet le prévoyait en aval, entre Villers-Saint-Paul et Verneuil-en-Halatte. C'est là que finalement une passerelle fut mise en place.
Le Rhony, dont le nom signifie « petit ruisseau à la pente rapide », venant de Verderonne et drainant les eaux de la pente du plateau de Liancourt et des coteaux des monts de Berthaut et Moymont, rejoint l'Oise parmi les maisons du village. Le premier cadastre l'appelait « Rivière d'Eronnie ». Il coule avec une pente moyenne de 7 mètres par kilomètre. Par contre, l'Oise traverse le département à raison de 15 centimètres sur la même distance. À Rieux, entre les écluses de Sarron et de Creil, cette pente n'est que de 0,125 mètre par kilomètre.
Un étang se trouve au sud du village, un réservoir a été établi rue de la Montagne et des bassins de rétention d'eau ont été aménagés près de la route départementale 200. Les zones les plus basses du territoire se situent au-dessus de nappes phréatiques sous-affleurantes.

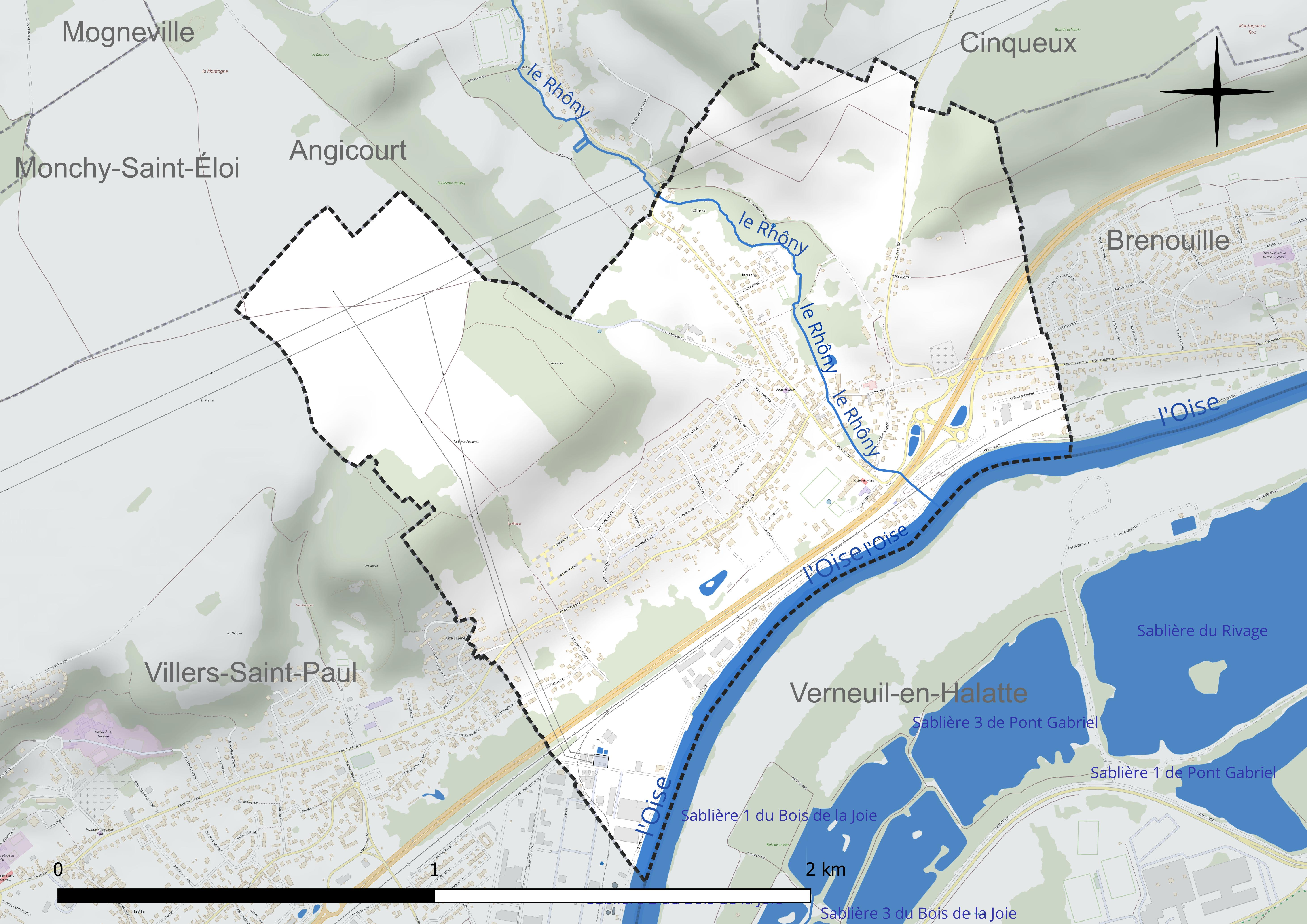
Réseau hydrographique de Rieux.

### Climat
Pour des articles plus généraux, voir Climat des Hauts-de-France et Climat de l'Oise.
En 2010, le climat de la commune est de type climat océanique dégradé des plaines du Centre et du Nord, selon une étude du CNRS s'appuyant sur une série de données couvrant la période 1971-2000. En 2020, Météo-France publie une typologie des climats de la France métropolitaine dans laquelle la commune est dans une zone de transition entre le climat océanique et le climat océanique altéré et est dans la région climatique Nord-est du bassin Parisien, caractérisée par un ensoleillement médiocre, une pluviométrie moyenne régulièrement répartie au cours de l’année et un hiver froid (3 °C).
Pour la période 1971-2000, la température annuelle moyenne est de 11 °C, avec une amplitude thermique annuelle de 14,9 °C. Le cumul annuel moyen de précipitations est de 658 mm, avec 11,1 jours de précipitations en janvier et 8,2 jours en juillet. Pour la période 1991-2020, la température moyenne annuelle observée sur la station météorologique la plus proche, située sur la commune de Creil à 5 km à vol d'oiseau, est de 11,2 °C et le cumul annuel moyen de précipitations est de 662,2 mm,. Pour l'avenir, les paramètres climatiques de la commune estimés pour 2050 selon différents scénarios d'émission de gaz à effet de serre sont consultables sur un site dédié publié par Météo-France en novembre 2022.
| Mois                                  | jan.             | fév.             | mars             | avril         | mai                                       | juin           | jui.                                      | août           | sep.            | oct.          | nov.             | déc.             | année                                     |
| ------------------------------------- | ---------------- | ---------------- | ---------------- | ------------- | ----------------------------------------- | -------------- | ----------------------------------------- | -------------- | --------------- | ------------- | ---------------- | ---------------- | ----------------------------------------- |
| Température minimale moyenne (°C)     | 1,4              | 1,2              | 3,1              | 4,9           | 8,4                                       | 11,4           | 13,4                                      | 13,2           | 10,3            | 7,8           | 4,3              | 1,9              | 6,8                                       |
| Température moyenne (°C)              | 4,1              | 4,6              | 7,5              | 10,3          | 13,7                                      | 16,9           | 19,2                                      | 19             | 15,6            | 11,9          | 7,4              | 4,5              | 11,2                                      |
| Température maximale moyenne (°C)     | 6,8              | 8                | 12               | 15,6          | 19                                        | 22,4           | 24,9                                      | 24,8           | 20,9            | 15,9          | 10,5             | 7,2              | 15,7                                      |
| Record de froid (°C) date du record   | −21,6 17.01.1985 | −18,5 14.02.1956 | −11,4 08.03.1971 | −5,3 06.04.21 | −2,6 03.05.1981                           | 0,7 01.06.1975 | 3,5 01.07.1960                            | 3,2 01.08.1965 | −0,6 17.09.1971 | −5 28.10.03   | −11,3 24.11.1998 | −16,7 31.12.1970 | −21,6 1985                                |
| Record de chaleur (°C) date du record | 15,9 27.01.03    | 21,4 28.02.1960  | 25,4 31.03.21    | 28 20.04.18   | 31,7 07.05.1976                           | 36,4 27.06.11  | 41,6 25.07.19                             | 39,3 09.08.20  | 35,3 15.09.20   | 28,3 01.10.11 | 20,7 08.11.15    | 16,9 07.12.00    | 41,6 2019                                 |
| Ensoleillement (h)                    | 492              | 867              | 1 417            | 2 008         | erreur soleil-mai n'est pas un nombre (-) | 2 169          | erreur soleil-jul n'est pas un nombre (-) | 217            | 1 806           | 1 184         | 674              | 614              | erreur soleil-ann n'est pas un nombre (-) |
| Précipitations (mm)                   | 56,2             | 47,1             | 48,2             | 45,2          | 60                                        | 56             | 56                                        | 57,6           | 45              | 61,1          | 59,2             | 70,6             | 662,2                                     |

### Milieux naturels
La surface communale est constituée à 30,7 % d'espaces cultivés sur 72 hectares situés au bas des coteaux et au sommet de la montagne de Liancourt. La commune rassemble 51 hectares d'espaces boisés (21,9 %) répartis sur les coteaux des montagnes de Liancourt et de Rocq, au fond du vallon du Rhôny et au sud-ouest du territoire dans le vallée de l'Oise. On compte également 20 hectares de vergers et prairies et 1,3 hectare de landes. Malgré un espace bâti qui s'étend sur 80 hectares soit 33 % de la superficie, la commune comprend 4 hectares d'espaces verts. Les 6 derniers hectares sont occupés par le cours d'eau de l'Oise,.
Une partie des coteaux de la montagne de Liancourt, près de Villers-Saint-Paul, constitue une zone naturelle d'intérêt écologique, faunistique et floristique de type 1. Ces espaces se situent également sur le passage de corridors écologiques potentiels.

## Urbanisme

### Typologie
Au 1er janvier 2024, Rieux est catégorisée ceinture urbaine, selon la nouvelle grille communale de densité à sept niveaux définie par l'Insee en 2022.
Elle appartient à l'unité urbaine de Creil, une agglomération intra-départementale regroupant 23  communes, dont elle est une commune de la banlieue,,. Par ailleurs la commune fait partie de l'aire d'attraction de Paris, dont elle est une commune de la couronne,.

### Occupation des sols
L'occupation des sols de la commune, telle qu'elle ressort de la base de données européenne d’occupation biophysique des sols Corine Land Cover (CLC), est marquée par l'importance des territoires agricoles (44,1 % en 2018), une proportion identique à celle de 1990 (44,1 %). La répartition détaillée en 2018 est la suivante : 
zones urbanisées (31,9 %), prairies (23,7 %), terres arables (17,9 %), forêts (13,2 %), eaux continentales (5,5 %), zones industrielles ou commerciales et réseaux de communication (5,3 %), zones agricoles hétérogènes (2,5 %). L'évolution de l’occupation des sols de la commune et de ses infrastructures peut être observée sur les différentes représentations cartographiques du territoire : la carte de Cassini (XVIIIe siècle), la carte d'état-major (1820-1866) et les cartes ou photos aériennes de l'IGN pour la période actuelle (1950 à aujourd'hui).

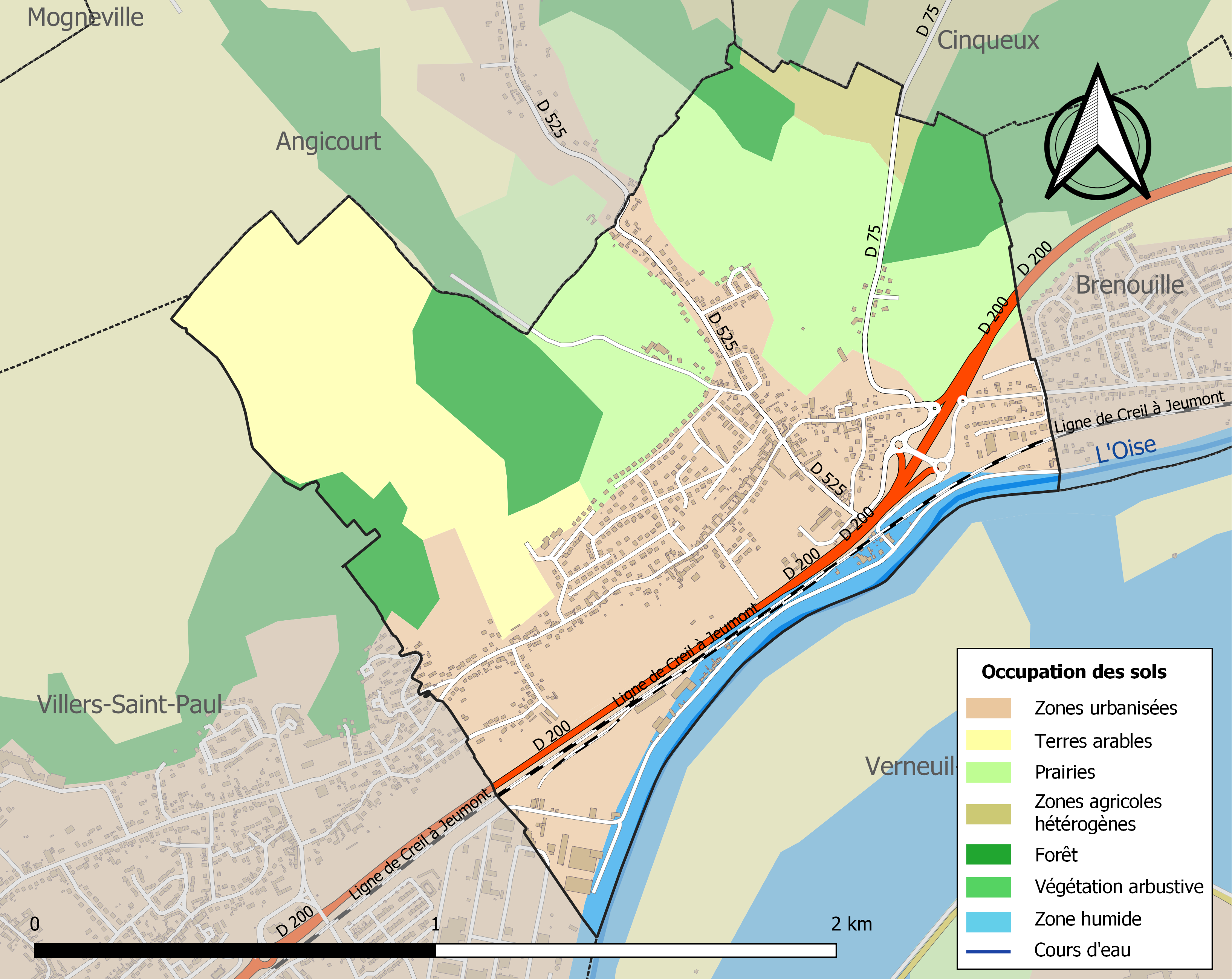
Carte des infrastructures et de l'occupation des sols de la commune en 2018 (CLC).

### Hameaux et lieux-dits
La commune, hormis le chef-lieu, comprend un unique hameau, Cafosse.

### Morphologie urbaine
En 1838, le chef-lieu était disposé en une longue et large rue assez bien bâtie, parallèle à l'Oise. Les constructions se sont multipliées rapidement dans la commune, sous forme de pavillons individuels ou d'immeubles collectifs. Les maisons anciennes se sont transformées. Plusieurs maisons voisines de Cafosse, bâties sur Angicourt, portent le même nom de lieu.
Rieux entre dans l'unité urbaine (ou agglomération au sens de l'Insee) de Creil composée de vingt-deux communes totalisant 116 662 habitants en 2009,.

### Voies de communication et transports

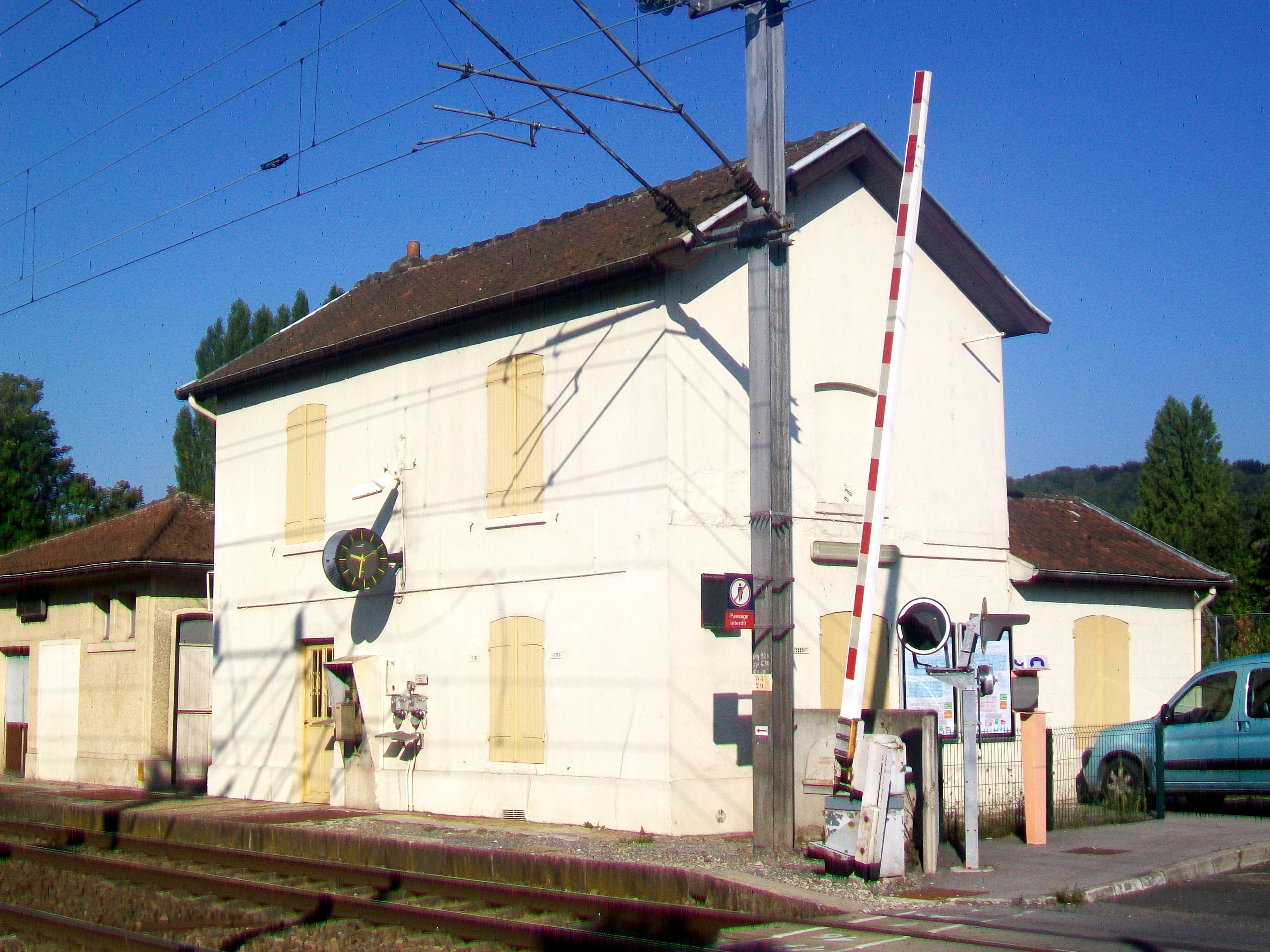
La gare de Rieux-Angicourt, sur la ligne de Creil à Jeumont.

La commune est desservie par trois routes départementales : la route départementale 75, la route départementale 200 et la route départementale 525.
La route départementale 200, reliant Thiverny à Compiègne traverse le territoire d'ouest en est. Son tracé, dont une partie a été aménagé en voie express, a nécessité des travaux considérables parmi les habitations et a nécessité le rétablissement de nombreuses voies de communications existantes. La mise à quatre voies de la route entre Pont-Sainte-Maxence et Creil, qui supporte un trafic journalier 15 000 véhicules, est engagée par le département depuis 2018.
La route départementale 75 débutant à Rouvillers, arrive dans le village par la rue de Cinqueux et rejoint la D 200 par un échangeur. La route départementale 525 débute à ce même échangeur puis se dirige vers Angicourt par les rues Jean-Carette et Jean-Mauguet.
L'ancienne route départementale 123, de Cires-lès-Mello à Gilocourt par Villers-Saint-Paul et Brenouille formait la rue principale  du village (rues Joseph-Havy et Fanny-Duvivier), se développant à peu près parallèlement à l'Oise a été déclassée en voie communale à la suite du doublement de la D 200.
La gare de Rieux - Angicourt, sur la ligne de Creil à Jeumont, est desservie par les lignes C13 et C14 du TER Hauts-de-France reliant les gares de Paris-Nord et de Compiègne.
La commune est desservie, en 2023, par les lignes 629, 632, 6208 et 6216 du réseau interurbain de l'Oise. Le service de transport à la demande gratuit TAD'OHM, mis en place par la communauté de communes des Pays d'Oise et d'Halatte, dessert également la commune.
L'aéroport Paris-Charles-de-Gaulle se situe à 33 kilomètres au sud-ouest et l'aéroport de Beauvais-Tillé se trouve à 34 kilomètres à l'ouest.

## Toponymie
Rieux (en picard Riu) s'est appelé Rivus, Riolum, Riu en 1213 et Rieulx-en-Beauvoisis, Rieux-sur-Oise sous la Révolution française.
 
Le nom de Rieux est d'origine gallo-romaine, signifiant « rivière », comme le nom même du ruisseau du Rhony. La localité est située au confluent de la rivière le Rhony et de l'Oise.
On connaissait le hameau de Cafosse sous le nom de Cafossis en 1168, apud Cafosses en 1170, Caffosse en 1243 et Caffosses en 1383.

Le préfixe Ca- n'a pas d'origine certaine. Mais le suffixe -Fosse (fossa) indique un trou dans le sens de vivier, comme dans Efosse (commune de Brenouille) et dans Bufosse (commune de Verneuil-en-Halatte).

## Histoire

### Origines
Au XIXe siècle, au cours de recherches archéologiques, il a été découvert, à quelques pieds sous terre, dans la vieille cavée de Rieux à Liancourt, des ustensiles en bronze et des poteries, dont une marmite montée sur trois pieds, avec une anse en fer et un porte-lampe également en bronze, semblable à ceux trouvés aux Ageux. Si la localité n'avait pas d'habitants sédentaires avant la conquête romaine, son emplacement, choisi à l'entrée de la petite vallée et en aval de la Grande Mer qui s'étendait sur Brenouille et Les Ageux, a dû être occupé à cette époque. En effet, au cours de la seconde campagne contre les Bellovaques, en 51 av. J.-C., c'est par là que Jules César devait diriger les renforts et les ravitaillements qu'il attendait au Grand Camp du Bois des Côtes. Les ouvrages de protection alors installés de part et d'autre de l'Oise y ont amené une population qui fut le noyau du futur village. On sait que les ruines du dernier établissement romain ont été retrouvées dans la plaine de Verneuil-en-Halatte, en un lieu symétriquement placé par rapport à Rieux.
Près de Rieux a existé un hameau aujourd'hui disparu : Œncourt, origine franque. Un autre lieu, d'origine gallo-romaine, dénommé Thérigny, a laissé son nom à un lieu-dit. Quant au fief de Rocquemont, qui devait être au Mont de Roc, il n'a pas laissé de trace au cadastre. Il apparaît certain que les Francs, envahissant plus tard la région, se sont installés dans la vallée du Rhony et l'ont remontée en direction de Liancourt et au-delà, comme en témoignent les nombreux noms en « court » des lieux habités de ce territoire. Le village de Rieux est cité pour la première fois en 1061, dans le cartulaire du prieuré Saint-Christophe-en-Halatte, aujourd'hui dépendance de la commune de Fleurines, dans le canton de Pont-Sainte-Maxence. Ce prieuré y possédait des biens ainsi que l'abbaye de la Victoire de Senlis.

### Moyen Âge et Époque moderne

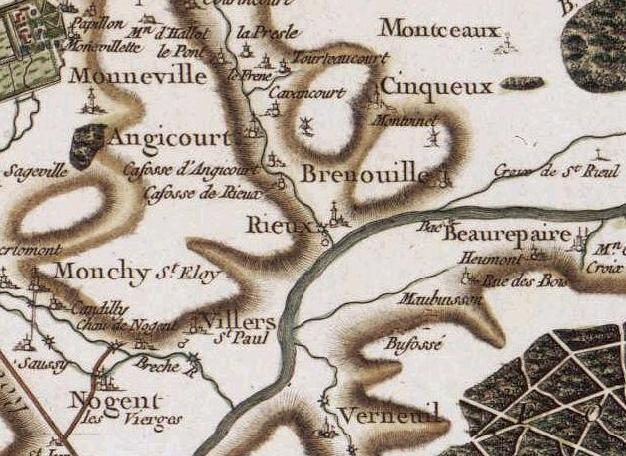
Rieux, carte de Cassini.

Le premier possesseur des terres connu pour Rieux au Moyen Âge fut l'abbaye Saint-Germer-de-Fly. Elle céda ses biens en 1190 à Raoul, comte de Clermont. Ils entrèrent ainsi dans le domaine royal. Il a été cité que, au cours de la guerre de Cent Ans, en 1417, le connétable d'Armagnac, luttant pour les Anglais contre Charles VI, fit couper les vignes, en particulier à Rieux, pour détruire une richesse du pays. Cette époque a raréfié la population et ruiné les maisons et les champs.
La paroisse devint le siège d'une mairerie[C'est-à-dire ?] royale et le demeura jusqu'au 2 mars 1537, date où eut lieu son transfert à Brenouille. Elle relevait du bailli de Senlis. Son personnel comprenait un maire, un procureur du roi, un greffier et un clerc, cinq sergents et quatre procureurs ordinaires. Sa juridiction s'étendait sur les Ageux, Angicourt, Brenouille, Cinqueux (en partie), Labruyère, Liancourt (en partie), Saint-Martin-Longueau, Verderonne et Villers-Saint-Paul.
François Ier vendit la seigneurie de Rieux à Charles d'Aumaille. En 1578, le fief de Haulcourt appartenait à Nicolas d'Aumaille, écuyer. Comme fief important il existait sur la colline, à la limite d'Angicourt, de Rieux et Villers-Saint-Paul, la terre d'Haulcourt. Une borne cornière[Quoi ?] se trouvait à l'intersection de ces dix-mages[Quoi ?]. Le siège de cette seigneurie était dans le village, où se trouve la ferme.
Le 18 décembre 1601, des lettres de Henri IV confirmaient que Rieulx-en-Beauvaisis faisait partie des biens du chapitre de Saint-Frambourg, de Senlis.
En 1685, le château de Rieux fut pillé et dévasté par les grenadiers du roi parce que le sieur Muission, qui en était propriétaire, professait la religion reformée.
Le château actuel date de la fin du XVIIe siècle. Au début de ce siècle[Lequel ?], il y avait encore un pont fixe et un pont-levis. Les abbayes du Moncel et du Parc-aux-Dames eurent des terres dans la commune. Celle-ci avait un notaire. Le territoire fut incorporé au marquisat de Liancourt.

### Époque contemporaine
Le faible courant de l'Oise est une des raisons pour lesquelles l'importante masse d'eau gèle au cours des hivers froids. Ainsi on sait que les voitures ont pu passer d'une rive à l'autre, en particulier en 821, 1407 (le pont de Compiègne fut alors rompu par la glace), 1423, 1423, 1776, 1784, 1788, 1794, 1879, 1828. En 1895 les troupes du Génie durent détruire avec des explosifs les glaçons charriés par l'Oise, qui menaçaient la solidité des arches du pont de Creil
Louis Graves rappelle que Rieux avait eu une école d'enseignement mutuel, comme Laigneville, Liancourt et Rantigny. Jadis la presque totalité de la population travaillait à la terre. Quelques personnes étaient employées à la pêche ou la navigation sur l'Oise. La commune fut longtemps un relais de chevaux de halage des bateaux, alors qu'aucun moteur n'était utilisé à cette fin.
Dans les années 1960, l'agriculture utilisait peu de bras. Les travailleurs étaient surtout employés aux usines de la commune ou de la vallée, à la SNCF et à l'hospice d'Angicourt.

## Politique et administration

### Rattachements administratifs et électoraux
La commune se trouve depuis 1942 dans l'arrondissement de Clermont du département de l'Oise.
Pour l'élection des députés, elle fait partie depuis 1988 de la septième circonscription de l'Oise.
La commune appartenait au canton de Liancourt dès 1790, sauf de 1801 à 1802 où elle a été rattachée au canton de Mouy,. Dans le cadre du redécoupage cantonal de 2014 en France, la commune a été intégrée au canton de Pont-Sainte-Maxence.
En 1947 le rattachement de la commune au canton de Creil avait été envisagé

### Intercommunalité
La commune est membre de la communauté de communes des pays d'Oise et d'Halatte, créée fin 1998.

### Liste des maires
| Période                                  | Période                   | Identité                       | Étiquette   | Qualité                                                   |
| ---------------------------------------- | ------------------------- | ------------------------------ | ----------- | --------------------------------------------------------- |
| Les données manquantes sont à compléter. |                           |                                |             |                                                           |
|                                          | février 1810              | Pierre Pinson                  |             |                                                           |
| février 1810                             | 13 janvier 1824           | Sébastien Louis Ciron de Rieux |             |                                                           |
| août 1824                                | octobre 1831              | Cicaire Ciron de Rieux         |             |                                                           |
| janvier 1832                             | juin 1837                 | Pierre Cyprien Lambert         |             |                                                           |
| juin 1837                                | août 1852                 | Louis Paris                    |             |                                                           |
| août 1852                                | février 1880              | Louis Octave Ciron             |             |                                                           |
| février 1881                             | 15 mai 1892               | Rieul Alexandre Floury         |             |                                                           |
| 22 février 1897                          | 20 mai 1900               | Etienne Prudent Legrand        |             | Marchand de fromages                                      |
| 15 mai 1892                              | janvier 1897              | Alexandre Cuvinot              |             |                                                           |
| 20 mai 1900                              | septembre 1902            | Achille Théodule Duvivier      |             | Cultivateur                                               |
| 14 septembre 1902                        | 17 mai 1908               | Gaston Floury                  |             | Cultivateur                                               |
| 17 mai 1908                              | 21 juin 1908              | Joseph Monnier                 |             | Rentier                                                   |
| 21 juin 1908                             | 10 décembre 1919          | Edmond Roguet                  |             |                                                           |
| 19 décembre 1933                         | 1955                      | Jean Carette                   |             |                                                           |
| Les données manquantes sont à compléter. |                           |                                |             |                                                           |
| 21 mars 1971                             |                           | Denise Schrobiltgen            | Indépendant |                                                           |
| 27 mai 2020                              | En cours (au 28 mai 2020) | Marc Mouilleseaux              |             | Professeur agrégé d’histoire-géographie à Nogent-sur-Oise |

## Population et société

### Démographie

#### Évolution démographique
L'évolution du nombre d'habitants est connue à travers les recensements de la population effectués dans la commune depuis 1793. Pour les communes de moins de 10 000 habitants, une enquête de recensement portant sur toute la population est réalisée tous les cinq ans, les populations de référence des années intermédiaires étant quant à elles estimées par interpolation ou extrapolation. Pour la commune, le premier recensement exhaustif entrant dans le cadre du nouveau dispositif a été réalisé en 2007.

En 2022, la commune comptait 1 553 habitants, en évolution de −0,51 % par rapport à 2016 (Oise : +0,87 %, France hors Mayotte : +2,11 %).
| 1793 | 1800 | 1806 | 1821 | 1831 | 1836 | 1841 | 1846 | 1851 |
| ---- | ---- | ---- | ---- | ---- | ---- | ---- | ---- | ---- |
| 244  | 232  | 257  | 226  | 213  | 200  | 203  | 196  | 203  |

| 1856 | 1861 | 1866 | 1872 | 1876 | 1881 | 1886 | 1891 | 1896 |
| ---- | ---- | ---- | ---- | ---- | ---- | ---- | ---- | ---- |
| 185  | 210  | 186  | 220  | 196  | 202  | 210  | 199  | 233  |

| 1901 | 1906 | 1911 | 1921 | 1926 | 1931 | 1936 | 1946 | 1954 |
| ---- | ---- | ---- | ---- | ---- | ---- | ---- | ---- | ---- |
| 236  | 274  | 325  | 502  | 533  | 529  | 551  | 702  | 735  |

| 1962 | 1968  | 1975  | 1982  | 1990  | 1999  | 2006  | 2007  | 2012  |
| ---- | ----- | ----- | ----- | ----- | ----- | ----- | ----- | ----- |
| 955  | 1 140 | 1 233 | 1 266 | 1 261 | 1 605 | 1 601 | 1 600 | 1 567 |

| 2017  | 2022  | - | - | - | - | - | - | - |
| ----- | ----- | - | - | - | - | - | - | - |
| 1 567 | 1 553 | - | - | - | - | - | - | - |

#### Pyramide des âges
La population de la commune est relativement jeune.
En 2018, le taux de personnes d'un âge inférieur à 30 ans s'élève à 34,3 %, soit en dessous de la moyenne départementale (37,3 %). À l'inverse, le taux de personnes d'âge supérieur à 60 ans est de 25,8 % la même année, alors qu'il est de 22,8 % au niveau départemental.
En 2018, la commune comptait 742 hommes pour 814 femmes, soit un taux de 52,31 % de femmes, légèrement supérieur au taux départemental (51,11 %).
Les pyramides des âges de la commune et du département s'établissent comme suit.
| Hommes | Classe d’âge | Femmes |
| ------ | ------------ | ------ |
| 0,4    | 90 ou +      | 1,4    |
| 7,6    | 75-89 ans    | 9,2    |
| 16,4   | 60-74 ans    | 16,7   |
| 22,5   | 45-59 ans    | 22,4   |
| 18,8   | 30-44 ans    | 16,2   |
| 15,7   | 15-29 ans    | 15,1   |
| 18,6   | 0-14 ans     | 19,1   |

| Hommes | Classe d’âge | Femmes |
| ------ | ------------ | ------ |
| 0,5    | 90 ou +      | 1,4    |
| 5,5    | 75-89 ans    | 7,6    |
| 15,6   | 60-74 ans    | 16,3   |
| 20,8   | 45-59 ans    | 20     |
| 19,4   | 30-44 ans    | 19,4   |
| 17,6   | 15-29 ans    | 16,2   |
| 20,6   | 0-14 ans     | 19,1   |

### Santé
Après le départ à la retraite de son médecin, la municipalité a engagé une campagne pour le remplacer en 2019, et crée en 2020 une maison médicale pour l'accueillir.

### Sports
La Compagnie d'archers de la commune a été créée en 1851. C'est une des plus actives de la vallée de l'Oise. Le tir à l'arc de chasse, sport très actif en Amérique, a été créé en France par la compagnie de Rieux.

### Autres services publics
La municipalité conteste en 2019 la volonté de la Poste de réduire les horaires d'ouverture du bureaui de poste de Rieux, qui fermerait les mardis et mercredis après-midi.

## Économie
La mairie a accueilli un dépôt de pain de 2008 à 2009, le temps qu'un nouveau commerçant reprenne la boulangerie du village.

## Culture locale et patrimoine

### Lieux et monuments

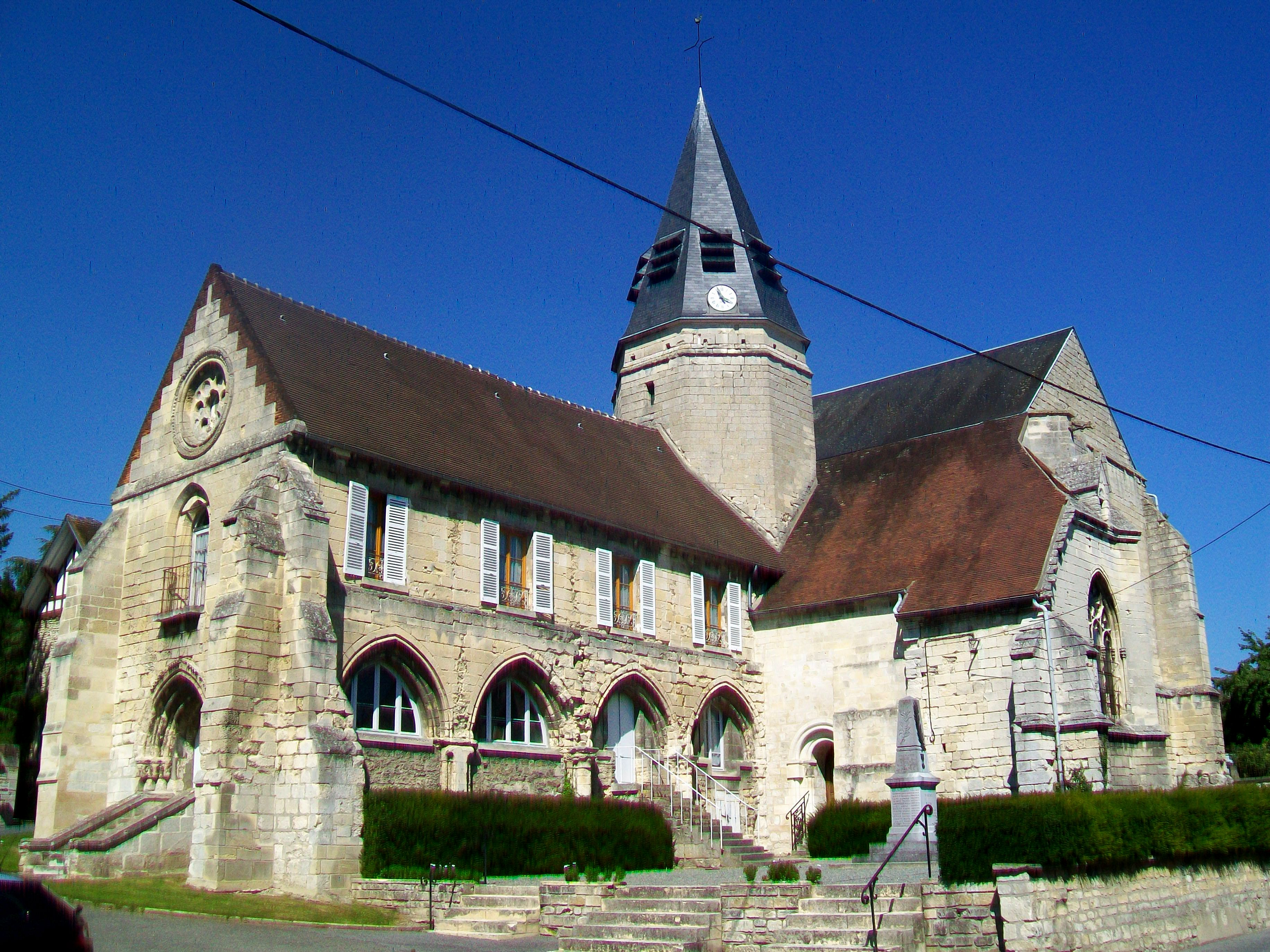
Vue d'ensemble de l'église.

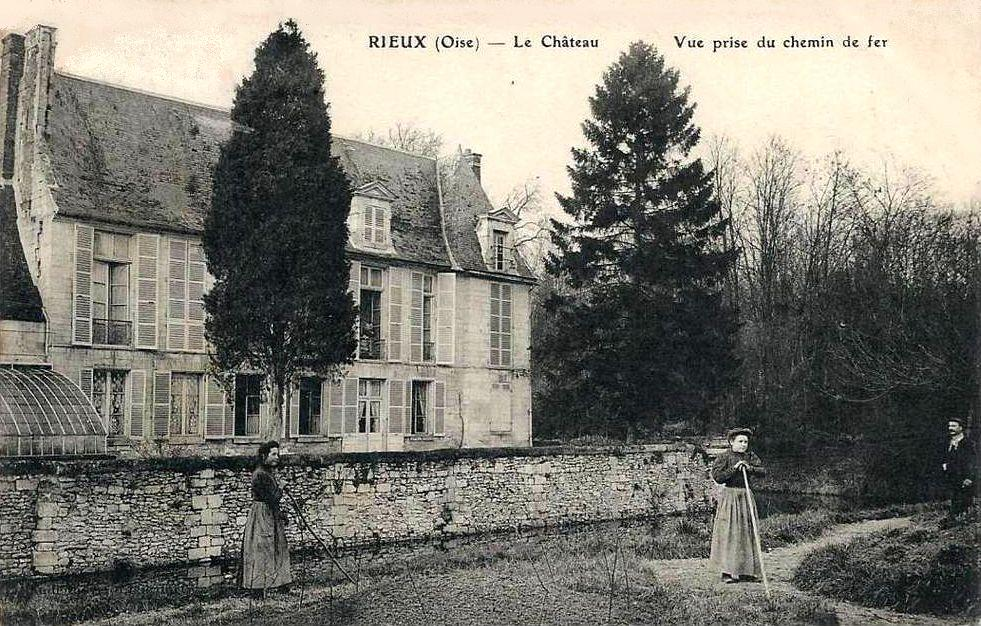
Façade nord-est du château.

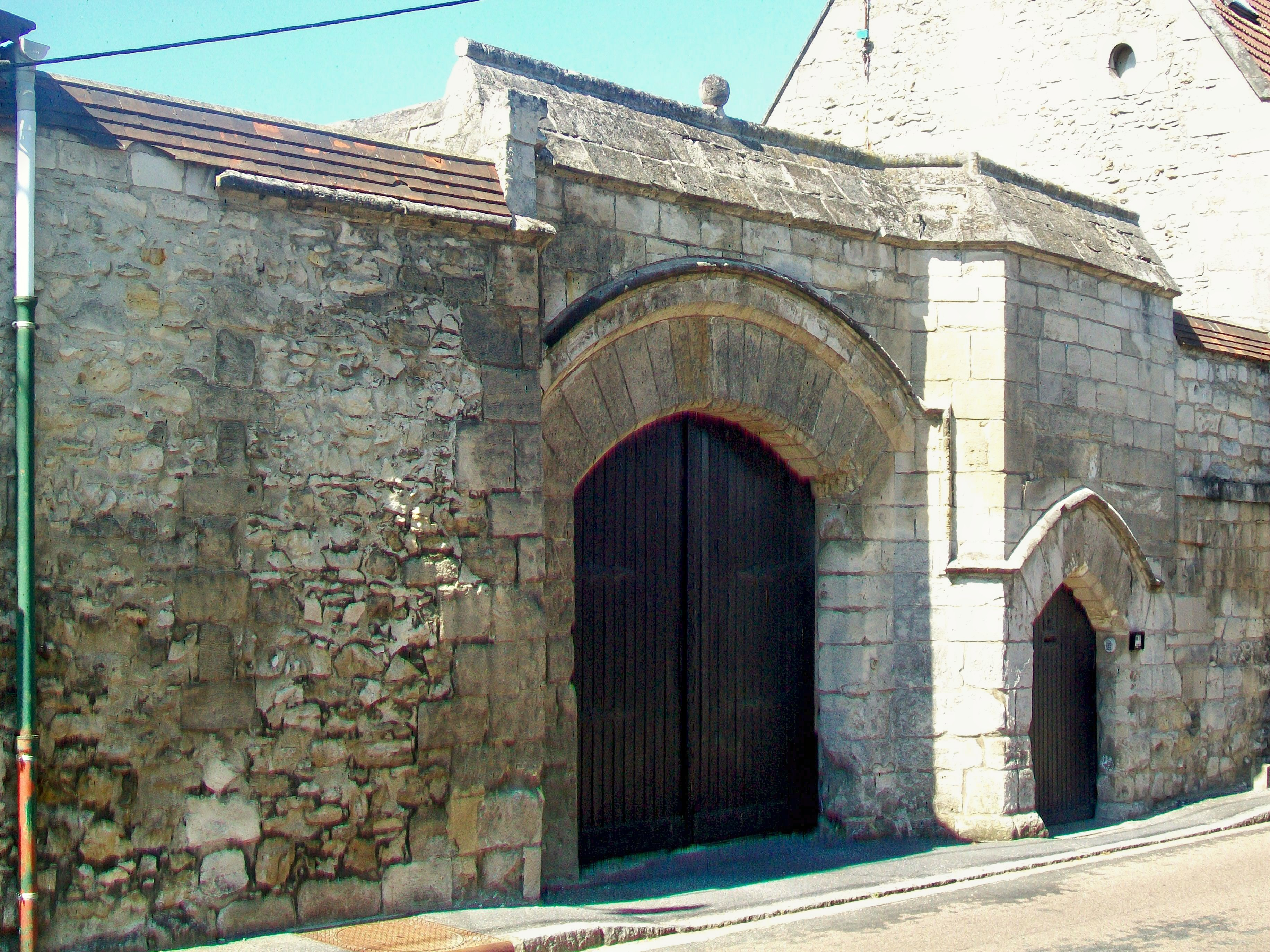
Portail de ferme, rue Fanny-Duvivier.

Rieux compte un  monument historique sur son territoire, l'Église Saint-Denis (inscrite monument historique en 1926) :
Elle a été bâtie en plusieurs étapes entre le XIIe et le XIVe siècle, et on y trouve encore des vestiges de style roman dans le transept et le clocher, de forme octogonale.
Entre 1815 et 1872, en raison de son mauvais état, l'édifice a profondément changé d'aspect en subissant des démolitions et transformations qui lui confèrent son aspect actuel : démolition des bas-côtés en 1815 ; séparation de la nef (ni voutée ni même dallée) du transept par un mur en 1857 ; installation de l'école dans une partie de la nef en 1867 ; aménagement de la mairie et du logement de l'instituteur dans le reste de la nef en 1870 ; démolition de la pyramide terminale en pierre du clocher en 1872.
Ce qui est actuellement utilisé comme nef de l'église est le chœur de trois travées bâti au XIIIe siècle, l'autel étant maintenant placé au nord. Le transept tient lieu de collatéral. L'on remarque que le chœur est désaxé par rapport à l'axe de la nef et de la croisée du transept. Sa voûte d'ogives du XVe siècle, qui s'appuie toujours sur trois piles romanes, n'atteint qu'une hauteur de 6,27 m au-dessus du sol, et l'arc la reliant au chœur est de faible dimension, de sorte que la visibilité du chœur depuis la nef était réduite. Au sud de l'extrémité sud du croisillon sud du transept, une chapelle a été ajoutée dès la fin du XIIIe siècle ; elle a été transformée en sacristie depuis.
Dans le croisillon nord, l'on remarque toujours la trace de l'arc qui s'ouvrait à l'origine sur une absidiole, car du fait du désaxement du chœur, sa chapelle latérale nord ne communique pas avec le transept. Une deuxième absidiole identique existait au sud. Ces deux absidioles cantonnaient l'ancien chœur roman en cul-de-four, configuration rare dans la région mais fréquente dans le midi de la France. Les croisillons du transept sont voûtées en berceau brisé, ce qui est également peu courant. Plusieurs éléments du mobilier sont classés au titre des objets : la cloche fondue en 1550 et haute de 95 cm ; les fonts baptismaux du XIIe siècle ; et une dalle funéraire à effigie gravée de Villers et Alice de Rieux.
On peut également signaler : 
- Château, entre la rue du Château et l'impasse Abbé, près de la RD 200 : l'eau de la source du château a été mise en bouteille entre 1893 et le début de la Première Guerre mondiale, comme eau de table et eau de régime autorisée par l'État et approuvé par le conseil d'Hygiène[45]. C'est un bâtiment sobre en pierre de taille, de dimensions modestes, et à un étage. Le corps principal de sept travées est couvert d'un toit mansardé. L'aile secondaire en retour d'équerre est très basse et sans caractère. Les deux ailes cantonnent une cour ouverte vers le sud-ouest et le sud-est, où se situait une fontaine alimentée par la source. 
Aujourd'hui, le château a perdu sa splendeur et est devenu une maison d'habitation ordinaire.
- Portail de ferme, rue Fanny-Duvivier : avec une grande porte cochère surmontée d'un arc en anse de panier et une petite porte sous une ogive surbaissée à sa droite, ce portail bien conservé représente, avec l'église, le dernier vestige d'architecture médiévale à Rieux.

### Personnalités liées à la commune
- Diogène Maillart (1840-1926), artiste peintre, résident du château vert.

### Héraldique
| Armes de Rieux | Les armes de Rieux se blasonnent ainsi : Taillé d’or et d’azur |